# اسکوچا
اسکوچا (به اسپانیایی: Escucha, Teruel) یک شهرستان در اسپانیا است که در استان تروئل واقع شده‌است.

## خصوصیات
اسکوچا ۵۴ کیلومترمربع مساحت و ۱٬۰۹۷ نفر جمعیت دارد.